# 自由民權運動
自由民權運動（日语：／），是在日本明治時代發生的一場政治及社會運動。自1874年民撰議院設立建白書遞交以來，該運動的分子就向明治政府提出一系列開設議會、減免地租、修改不平等條約、保障言論自由與集會自由等等的要求。直至1890年帝國議會開設後，該運動仍繼續。

## 過程

### 五條御誓文

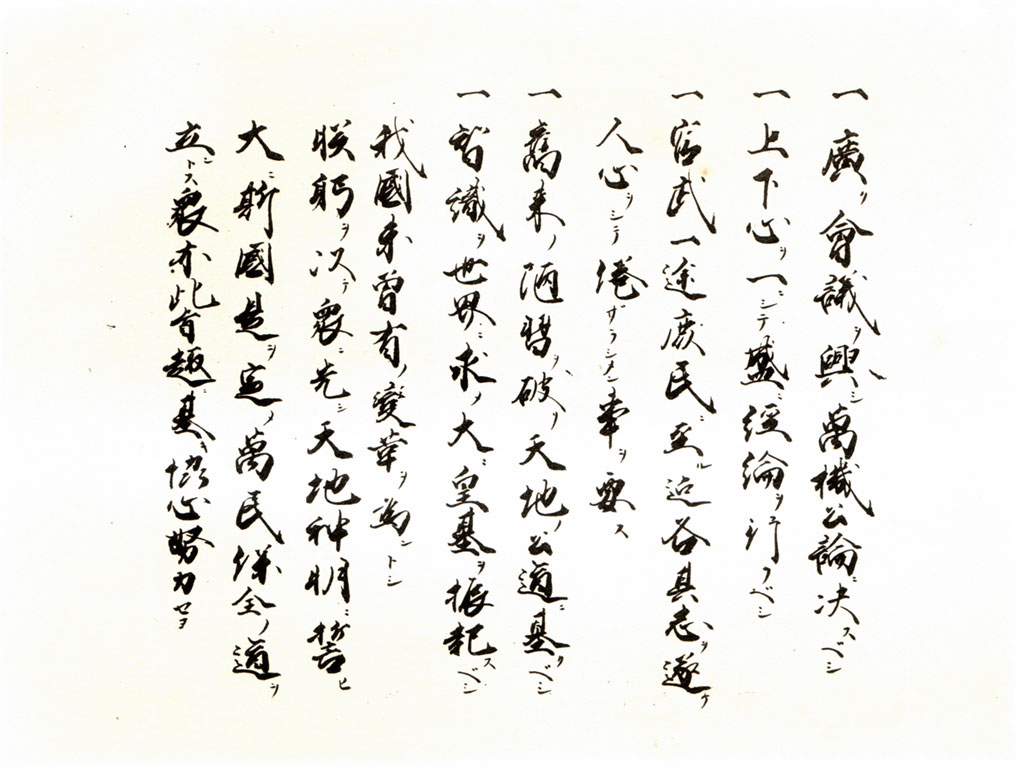
五條御誓文

明治天皇於慶應4年陰曆3月14日（1868年4月6日）发表五條御誓文。明治天皇親率文武百官在京都御所的正殿紫宸殿向天地、人民宣誓，揭示國是方針，開啟了明治維新的歷史序幕。五條御誓文第一條「廣興會議，萬機決於公論」，是樹立議會政治的宣言。

### 運動的展開

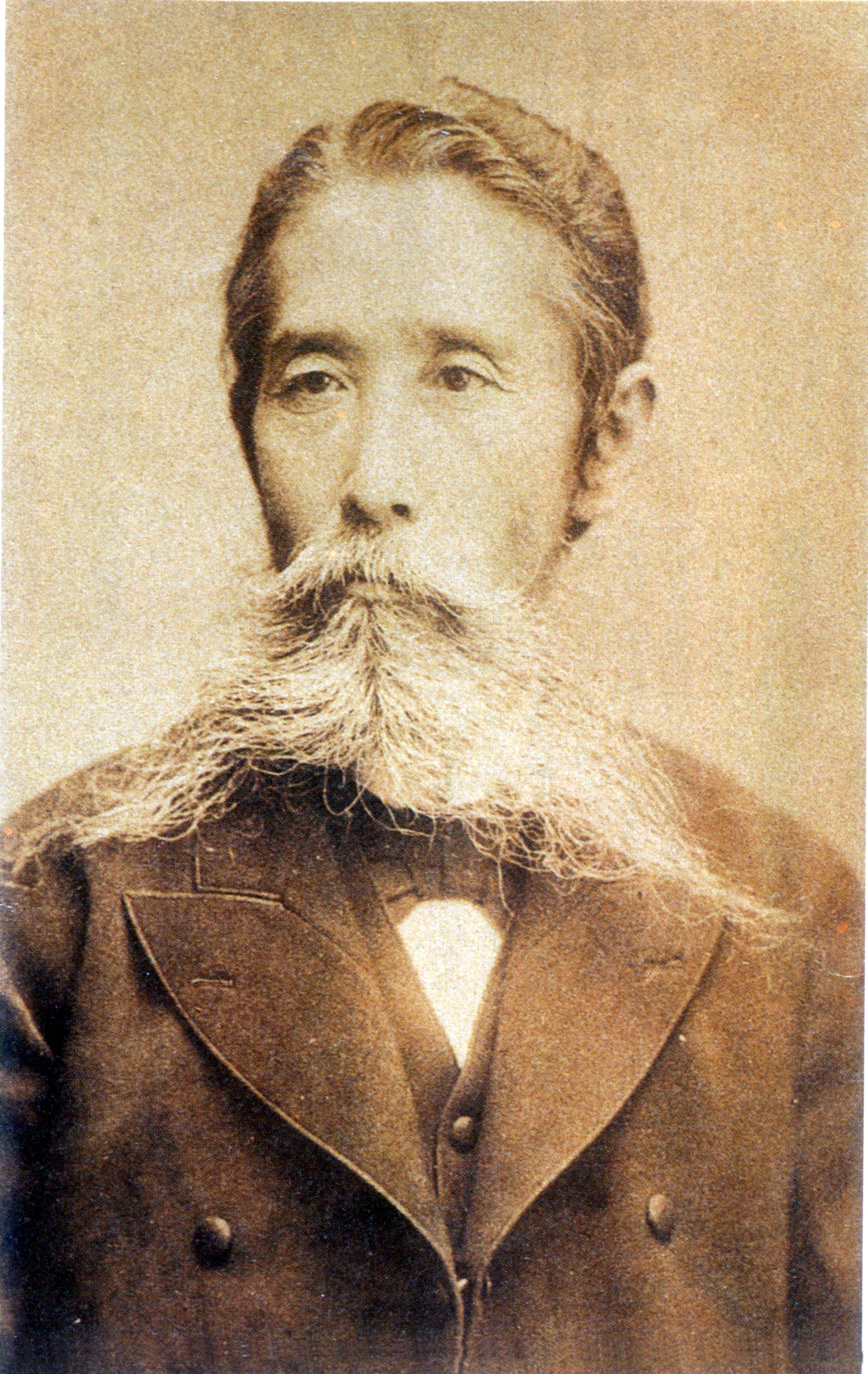
板垣退助

1873年因征韓論失勢而下野的板垣退助，與後藤象二郎、江藤新平及副島種臣等人在1874年成立愛國公黨並向左院提交民撰議院設立建白書，及後在高知縣成立立志社。1875年，雖然在全國也成立了愛國社，但不久因板垣在大阪會議後復歸參議及資金困難，愛國社解散。江藤在遞交建白書後，1874年發起了佐賀之亂。士族知道江藤被判處死刑後，多對明治政府抱有反感；而當時的自由民權運動就是建基於這個情況上，與武力鬥爭只有很少的分別。但是，以武力進行對抗的士族動亂的西南戰爭（1877年）最終平息了；而當時藉著西南戰爭發動叛亂的立志社，其幹部最終在立志社之獄中被逮捕。

### 運動的進展
1878年，愛國社再次復甦；1880年，在第四次大會中成立了國會期成同盟，並向政府多次提出開設國會的訴求。提倡地租改正的主張上，該運動除了滲透至不滿的士族外，也滲透至農村，特別是當時各地的農村指導層正背負著地租的重壓。因此，該運動開始演變成全國民性的運動。
在這時，以不平士族階層為中心所進行的運動稱士族民權，以農村指導層為中心的則稱為豪農民權。除此之外，都市中的資產階級、草根階層、以至博徒人士等，也對當時的政府抱有各式各樣的批判立場，並加入至該運動中。

### 私擬憲法
在國會期成同盟提倡國約憲法論的前提下，國會期成同盟決議會員自行撰寫憲法，並在1881年之前把自己所寫成的草案帶來交換瀏覽。於是撰寫憲法的小組誕生，並由植木枝盛及交詢社(與慶應義塾有關的組織)等人負責撰寫憲法私案。1968年，在東京多摩的一農家倉庫內發現了有名的五日市憲法，此發現可見當時自由民權運動在各地情勢之高漲及其思想之深刻。

### 明治十四年政變與成立政黨
面對民權運動的高漲，明治政府以頒布「讒謗律」、「新聞紙條例」(1875年)及「集會條令」等法令進行言論彈壓來加以對抗。參議大隈重信雖然在政府內倡導開設國會，但1881年發生了明治十四年政變，大隈因伊藤博文的緣故而被罷免。另一方面，隨著政府認識到開設國會的必要性，為了避開對政府的批評，政府藉明治天皇頒下「國會開設敕諭」，承諾在10年後開設國會。自此，開設國會的時間表得以具體落實；但實際上，政府以為10年後該運動便會冷卻下來。
1881年，國會期成同盟在第三次大會決議成立自由黨。明治十四年政變，趕走政府內以大隈為首同情自由民權運動的激進派，鞏固以伊藤政府，為鎮壓運動提供更為強硬的環境。
1882年，因政變下野的大隈自行創立了立憲改進黨並就任該黨總理，該黨主張英國漸進式的議會制度，提倡限制式的選舉和兩院制國會。立憲改進黨支持者為知識份子、中產階層和富商，故在城市有較大的影響力。1882年同年，自由黨的板垣退助遭到暗殺，未遂，是為岐阜事件。

### 激化事件
自由黨，為開設國會準備政黨化。但是，因松方財政等政策加深了農民的貧窮而引起不滿，導致一些激化事件，如1881年秋田事件、1882年喜多方事件等。1884年秩父事件中，政府更出動軍隊鎮壓農民。1884同年，加波山事件後，自由黨解散了；同年年尾，立憲改進黨的大隈退黨，該黨名存實亡。

### 大同團結運動以後
1886年，星亨等人發起了大同團結運動，把民權運動再推上高潮，而中江兆民及德富蘇峰的思想更見活躍。翌年，井上馨以歐化主義為基礎的外交政策引發了三大事件建白運動，該運動並向政府要求轉換外交政策、保障言論集會自由及減輕地租。對此，政府制定了新的保安條例及讓大隈入閣成為外相以緩和運動。1889年，《大日本帝國憲法》制定完成。翌年1890年，政府實行了第一次國會選舉，帝國議會正式開設。此後，政府與政黨之間的對立被帶至議會。植木枝盛1897年寫《民權自由論》：「我要對諸位說，你們都擁有相同的一件法寶，這件法寶是什麼呢？是能夠用錢衡量的木材，還是金、銀、寶石？不是，都不是。有一種比那些更珍貴的法寶，那就是自由權。如果不伸張民權，不爭取自由，幸福也好，安樂也好，都是得不到的。」:32
1900年，星亨解散了自己所屬的憲政黨並加入由伊藤博文成立的立憲政友會，在第四次伊藤內閣中擔任遞信大臣，成為內閣與議會政黨間的橋樑。不過在京都疑獄事件中星亨遭受牽連下台，導致伊藤博文對在國會中本黨議員失去掌控，被迫解散內閣辭職。從此日本政治陷入桂園循環，政黨政治發展停滯不前。

## 外部連結
- 高知市立自由民權記念館 （页面存档备份，存于）
- 町田市立自由民權資料館 （页面存档备份，存于）